# Archaeoprepona demophon
Archaeoprepona demophon es una especie de lepidóptero de la familia Nymphalidae. Es originaria de México, Centroamérica, las Indias Occidentales y el norte de Sudamérica.

## Alimentación
Las larvas se alimentan de especies del género Annona. Los adultos prefiern la fruta podrida o el estiércol.

## Subespecies
- Archaeoprepona demophon demophon (Linnaeus, 1758)
- Archaeoprepona demophon centralis (Fruhstorfer, 1904)
- Archaeoprepona demophon muson (Fruhstorfer, 1904)

## Galería

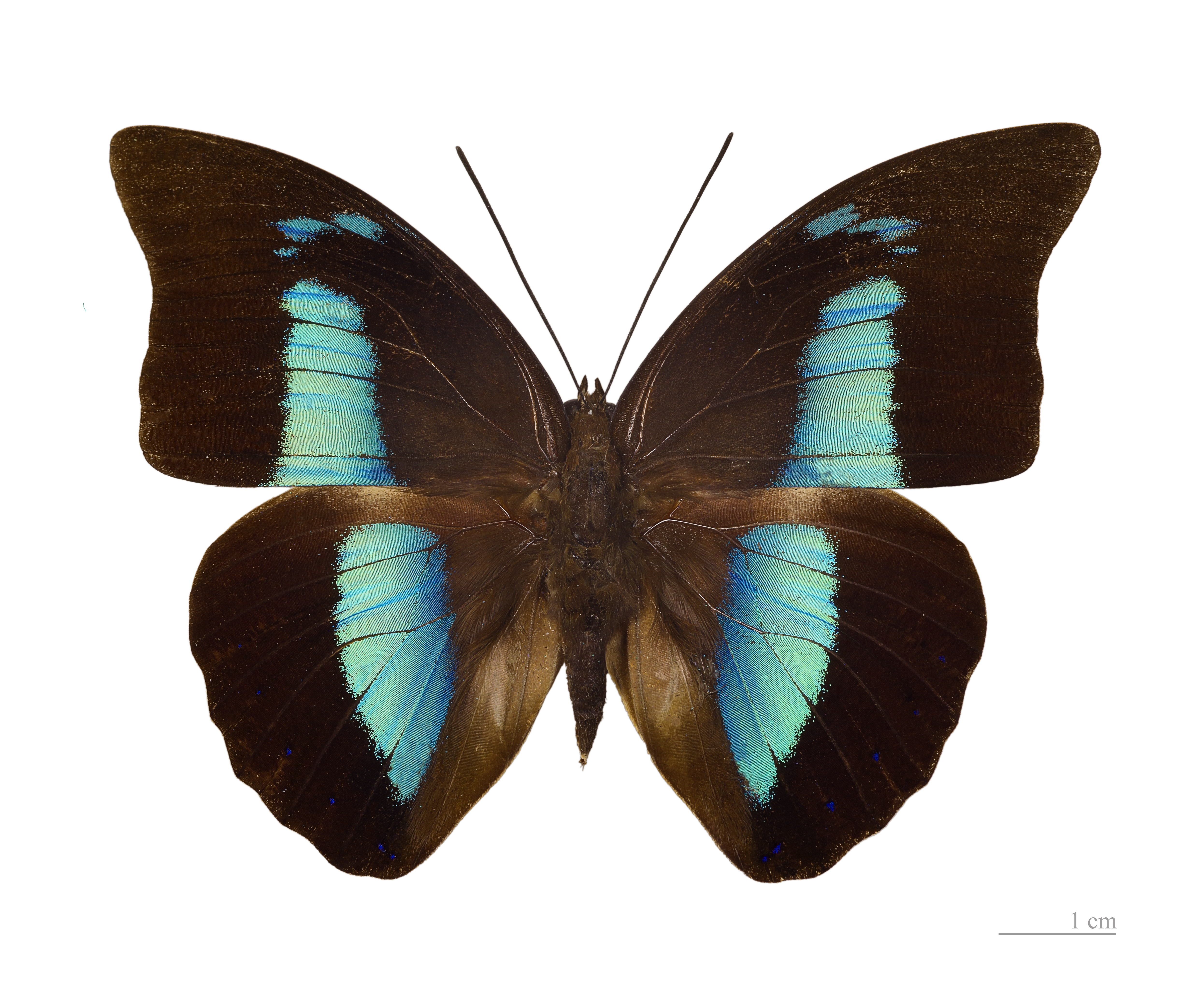
Archaeoprepona demophon demophon dorsal
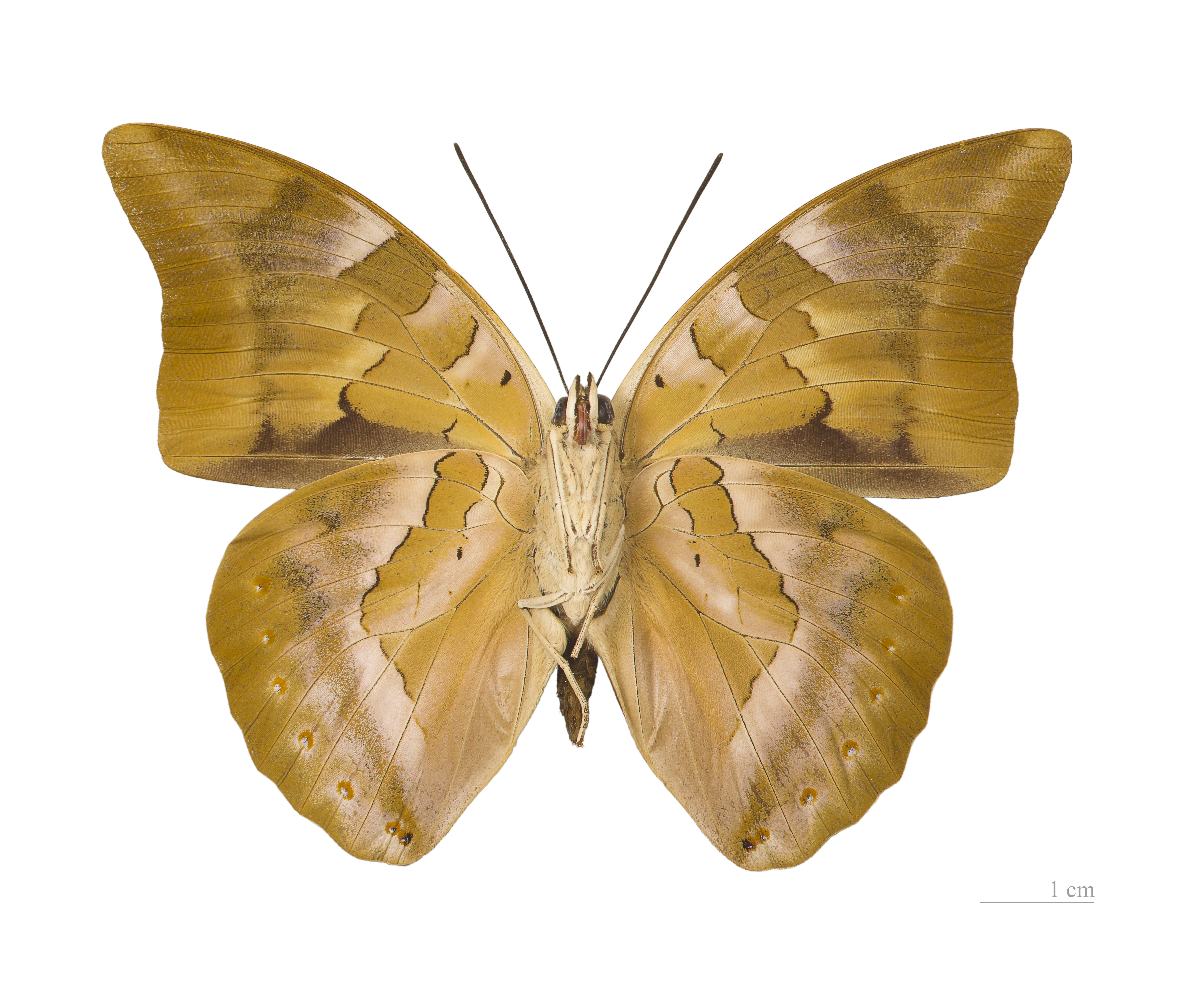
Archaeoprepona demophon demophon ventral
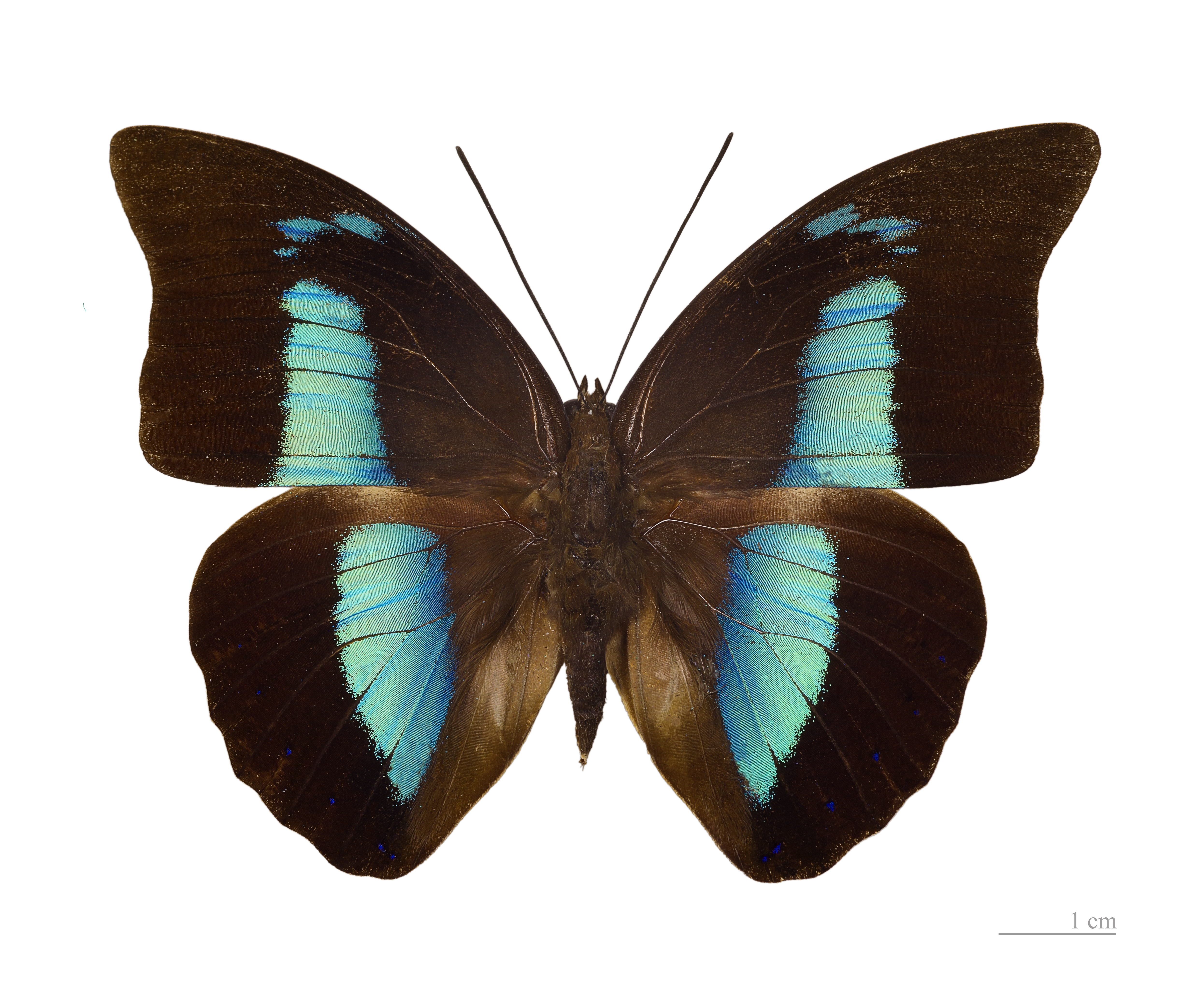
Archaeoprepona demophon muson dorsal
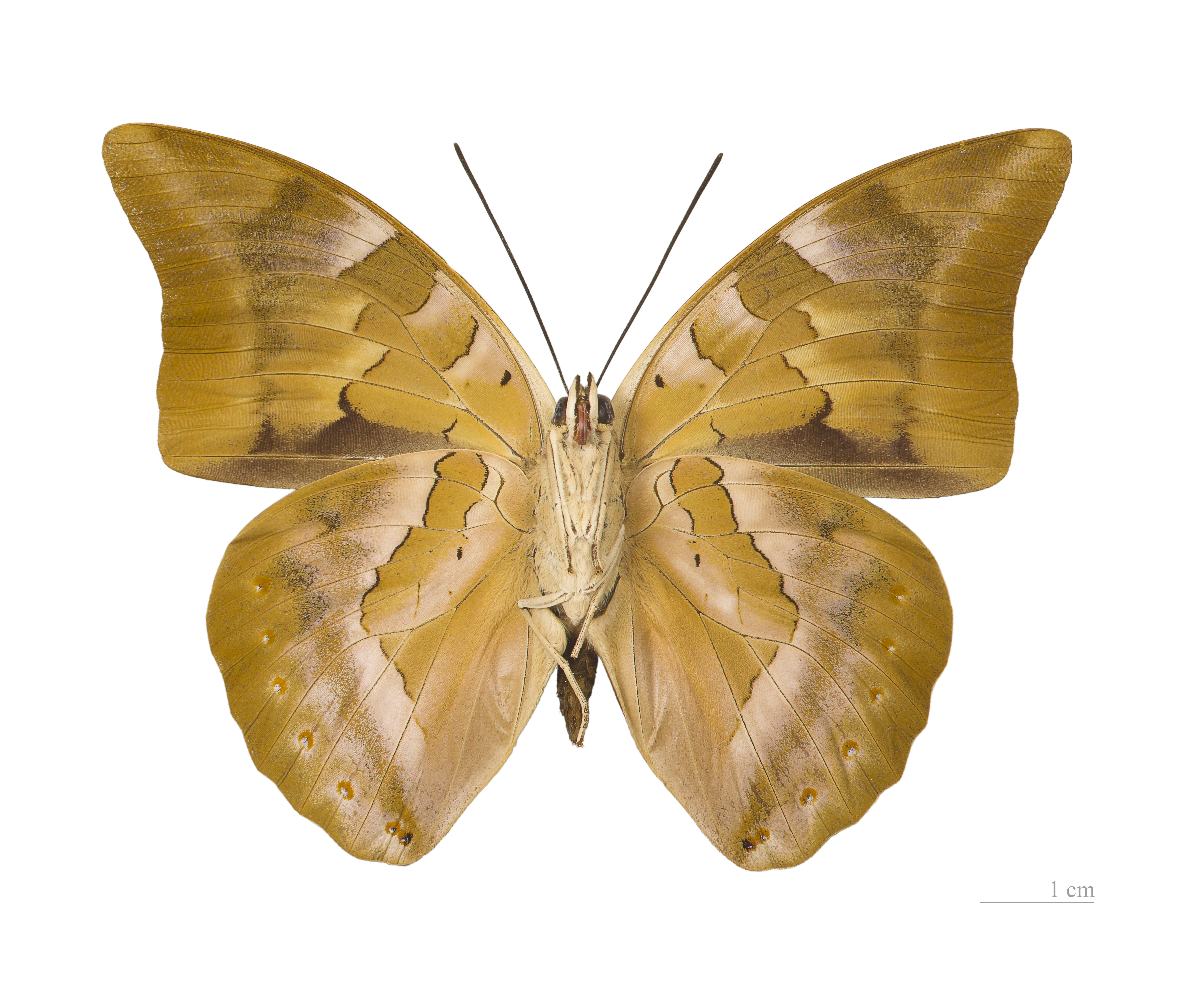
Archaeoprepona demophon muson ventral
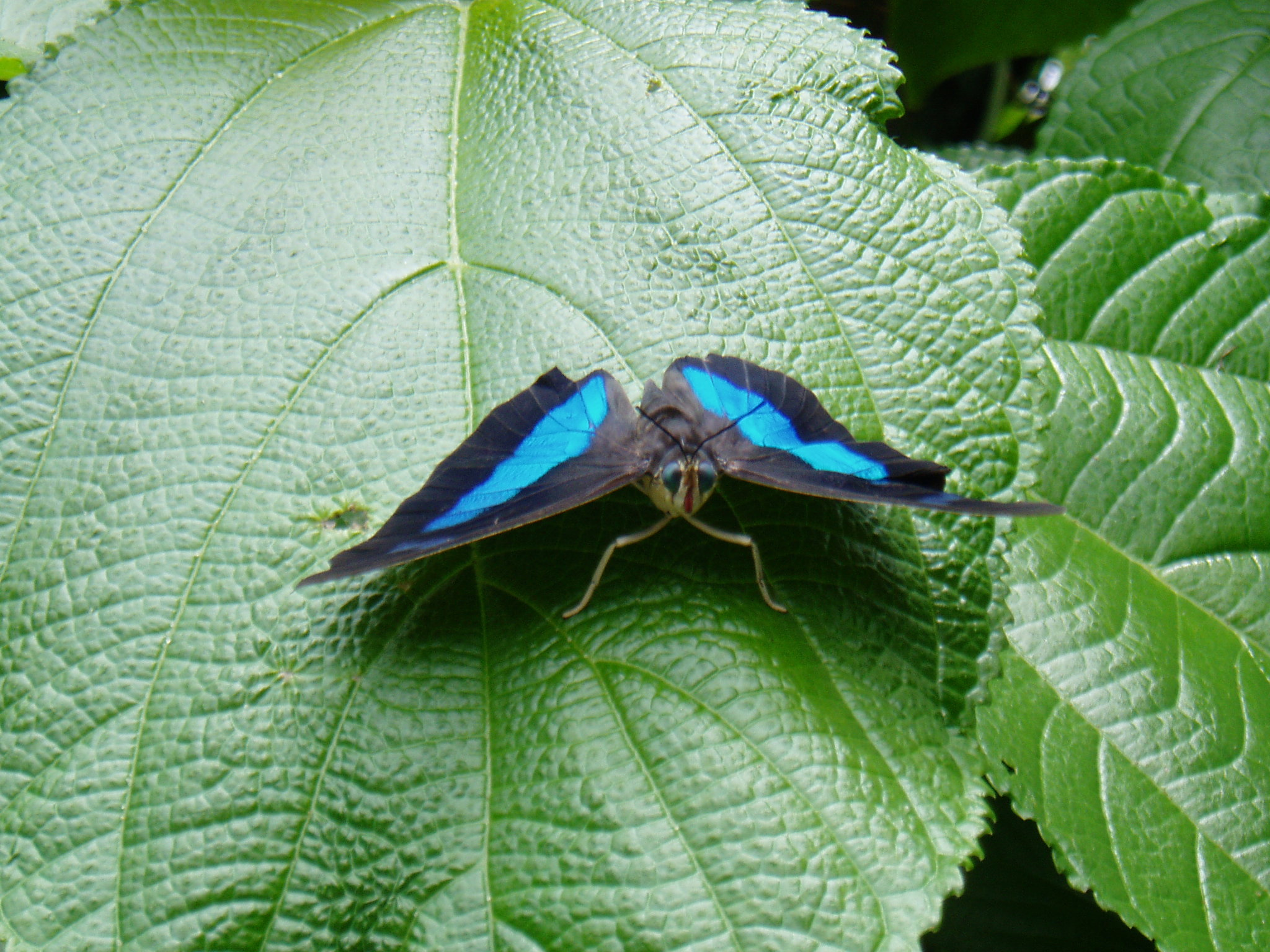